# Phil Davies (rugby à XV, 1928)
Pour les articles homonymes, voir Phil Davies, William Davies et Davies.
Pas d'image ? Cliquez ici

a Compétitions nationales et continentales officielles uniquement.

b Matchs officiels uniquement.
William Philip Cathcart Davies, dit Phil Davies, né le 6 août 1928 à Abberley dans le Worcestershire et mort le 25 janvier 2018, est un joueur britannique de rugby à XV qui joue avec l'équipe d'Angleterre de 1953 à 1958 et avec le club de Harlequins évoluant au poste de centre. 
Il est généralement considéré comme un excellent centre avec de gros moyens physiques[réf. nécessaire]. Il participe au Tournoi des cinq nations 1957 qui voit l'Angleterre remporter le grand chelem, son premier depuis les années 1920.

## Biographie
Phil Davies joue en club avec les Harlequins. Il connaît également cinq sélections avec les Barbarians de 1953 à 1955. Il dispute son premier test match le 21 mars 1953 à l’occasion d’un match contre l'équipe d'Écosse, et le dernier contre l'équipe du pays de Galles le 18 janvier 1958. Il joue trois test matchs de la tournée des Lions britanniques en 1955 en Afrique du Sud.

## Palmarès
- Vainqueur du Tournoi des Cinq Nations en 1953, 1954, 1957 (grand chelem) et 1958

## Statistiques

### En équipe d'Angleterre
- 11 sélections
- 1 essai (3 points)
- Sélections par année : 1 en 1953, 2 en 1954, 4 en 1955, 1 en 1956, 2 en 1957, 1 en 1958
- Tournois des Cinq Nations disputés : 1953, 1954, 1955, 1956, 1957, 1958

### Avec les Lions britanniques
- 3 sélections en 1955 en Afrique du Sud